# Carmen Bresky
Carmen Gloria Bresky Ruiz (Santiago, 25 de julio de 1978) es una actriz chilena, conocida por su papel de Marcia Durán en la shitcom Casado con hijos entre 2006 y 2008.

## Biografía
Es conocida por interpretar a Marcia Durán en la serie chilena Casado con hijos, emitida por la cadena televisiva Mega. Aunque mucho antes, su trabajo en teatro y televisión había comenzado. Su carrera comenzó desde joven, como modelo. Posteriormente estudió teatro, entonces su carrera como modelo terminó. 

## Vida personal
Carmen Bresky contrajo matrimonio en 2004 con el actor Sebastián Layseca; con quien tiene dos hijos. Se separó del actor en 2023.

## Filmografía

### Cine
- B-Happy (2003) - Pulga
- No me toques (corto) (2004)
- La lección de pintura  (2011) - Blanca
- Dios me libre (2011) - Dolores Délano
- Bahía Azul (2012) - Mere
- Videoclub (2014) - Lucy Martínez
- Alma (2015) - Romina
- Se busca novio... para mi mujer (2017) - Lorena
- Enigma (2018) - Rosa
- Un loco matrimonio en cuarentena (2021)

### Telenovelas
| Año       | Título                | Papel                          | Notas        |
| --------- | --------------------- | ------------------------------ | ------------ |
| 2001      | Piel canela           | Lorena Chandía                 | Secundario   |
| 2003      | Puertas adentro       | Pía Guajardo                   | Secundario   |
| 2004      | Hippie                | Pamela Torres                  | Secundario   |
| 2005      | Brujas                | Inés Fontecilla                | Secundario   |
| 2010      | Manuel Rodríguez      | Tadea Jara                     | Secundario   |
| 2010      | La familia de al lado | Rosa Munita / Cecilia Avendaño | 14 episodios |
| 2011      | Maldita               | Cora Maldonado / Tamara        | Secundario   |
| 2013      | Socias                | Catalina Díaz                  | Secundario   |
| 2014      | El amor lo manejo yo  | Gabriela Ahumada               | Secundario   |
| 2016      | Te doy la vida        | Mónica Urriola                 | Secundario   |
| 2016      | Sres. papis           | Cecilia Agüero                 | ¿? episodios |
| 2017-2019 | Verdades ocultas      | Gladys Núñez / Raquel Núñez    | Secundario   |
| 2021      | La torre de Mabel     | Marla Cabezas                  | Secundario   |

### Series y miniseries
| Año       | Título                       | Papel                           | Notas                               |
| --------- | ---------------------------- | ------------------------------- | ----------------------------------- |
| 2002      | El día menos pensado         | Renata Sánchez/Elena            | 2 episodios                         |
| 2004      | Tiempo final: En tiempo real | Marina                          | Episodio: El anzuelo                |
| 2004-2006 | La Nany                      | Valeska Patricia "Val" Torres   | Reparto                             |
| 2005      | Heredia & Asociados          | Violeta                         | Reparto                             |
| 2006      | JPT: Justicia para todos     | Rosita Matamala                 | Episodio: El tío                    |
| 2006      | La vida es una lotería       | Rosita                          | Episodio: Caído del cielo           |
| 2006-2008 | Casado con hijos             | Marcia Durán                    | Principal                           |
| 2009      | Mi bella genio               | Margarita                       | Episodio: A nadie le falta un genio |
| 2011      | La Colonia                   | Conchita Gorgona y Palo Quemado | Principal                           |
| 2013      | Maldito corazón              | Perla                           | Episodio: Crimen de la enfermera    |
| 2014      | Centro de alumnos            | --                              |                                     |
| 2015      | Familia moderna              | Valeria                         | 1 episodio                          |
| 2021-2022 | Los Espookys                 | Teresa Lobos                    |                                     |
| 2023-2024 | Casado con hijos             | Marcia Durán                    | Principal                           |

### Otros programas
| Año  | Título                | Rol          | Canal    |
| ---- | --------------------- | ------------ | -------- |
| 2020 | Bailando por un sueño | Participante | Canal 13 |

## Teatro
- Inportunición - Laura
- No me toques
- Debut y despedida - Esposa
- Teatro en Chilevisión (2009)
- Piaf (2012)
- ¿Quién es Chile? (2014)
- Cecilia (2022)
- Tú eres la tristeza de mis ojos (2024)
- Who is Sarah Miller? (2024)

## Vídeos musicales
| Año  | Título          | Artista     | Dirección          |
| ---- | --------------- | ----------- | ------------------ |
| 2019 | Hijo del Viento | Los Muertos | Sersh              |
| 2021 | Valientes       | Nicole      | Javiera Eyzaguirre |